# Holzhauser Mark
Das Naturschutzgebiet Holzhauser Mark liegt in Porta Westfalica. Es ist rund 22 Hektar groß und wird unter der Bezeichnung MI-040 geführt.
Es liegt südöstlich des Ortsteiles Holzhausen sowie nördlich der Autobahn 2.
Die Unterschutzstellung soll zur Erhaltung der ehemaligen Trockenabgrabung dienen. Hier ist durch die der natürlichen Entwicklung überlassenen Rohböden ein Refugium aus Ruderalfluren und Kleingewässern für seltene Tier- und Pflanzenarten entstanden. Diese Biotope, teilweise mit Röhrichten und Ufergehölzen, sind zu schützen.